# Collet dels Colls (Andorra)
Collet dels Colls és un port de muntanya situat a la Parròquia de La Massana al Principat d'Andorra. Està situat a 1393 metres, a la part central del país, a 5 quilòmetres al nord de la capital, Andorra la Vella.

## Situació[1]
El terreny al voltant de Collet en part és muntanyenc al sud-oest, però al nord-est és accidentat. Collet part Colls s'ha reduït en una vall. El punt més alt en el veïnatge és 1798 metres sobre el nivell del mar, a 1,1 km al nord de Collet part Colls. de la societat més proper de la Massana, de 0,85 quilòmetres al sud-oest de Collet Colls. A la zona de Collet i Colls hi ha moltes formacions de roques, boscos i coves.
A la zona del Collet part Colls creixen principalment boscos de coníferes. El clima interior preval a la zona. La temperatura mitjana anual és de 5 ° C. El mes més càlid és juliol, quan la temperatura mitjana és de 17 ° C i el més fred estem al febrer -5 ° C. La mitjana anual mitjana és de 1 456 mil·límetres. El mes plujós és abril, amb una precipitació mitjana de 233 mm, i el més sec és octubre, amb precipitacions de 67 mm. L'àrea al voltant del poble és bastant densament poblada, amb 83 habitants per quilòmetre quadrat